# Médée (film, 1969)
Pour les articles homonymes, voir Médée (homonymie).
Pour plus de détails, voir Fiche technique et Distribution.
Médée (Medea) est un péplum ouest-germano-franco-italien réalisé par Pier Paolo Pasolini et sorti en 1969. Il met en vedette Maria Callas dans le rôle-titre.
Il s'agit d'une adaptation libre du mythe grec de Médée, de Jason et des Argonautes et plus particulièrement de la version qu'en a donnée Euripide dans sa Médée en 431 av. J.-C..
Dans Médée, Pasolini met en scène la rencontre de deux cultures dans des paysages impressionnants. L'incompatibilité de ces cultures fait que la relation des deux personnages principaux, le Grec pragmatique et rationaliste Jason et la prêtresse archaïque et animiste Médée, se termine en une tragédie sanglante.
Conçu comme une critique des sociétés de consommation occidentales et de leur culture de masse, le film tente de se soustraire à la logique commerciale grâce à une structure narrative fragmentée et à son langage cinématographique expérimental. Bien qu'il ait reçu un accueil plutôt positif de la part de la critique cinématographique, le film a eu très peu de succès en salles.

## Synopsis
À Iolcos, en Grèce antique, le roi Éson a été évincé par son demi-frère Pélias, qui règne avec cruauté et sans pitié. Jason, le fils d'Éson, est envoyé au centaure Chiron pour être caché là où Pélias ne peut pas l'atteindre. En Colchide (Scythie), on a recueilli une puissante relique appelée la Toison d'or, qui avait autrefois appartenu à Phrixos. La Toison d'or appartenait à un bélier sacré, envoyé par les dieux pour sauver Phrixos et sa sœur Hellé d'une mort certaine. Le bélier a fait voler Phrixos et Hellé à travers le détroit des Dardanelles jusqu'en Colchide, mais a perdu Hellé au-dessus du détroit dans lequel elle s'est noyée, d'où le nom d'Hellespont. En arrivant en Colchide, Phrixos et le bélier sont accueillis par le roi Aiétès. Phrixos est sacrifié, et le bélier est dépecé. La dépouille du bélier magique est donnée en cadeau au dieu de la guerre, Arès. Les sacrifices sont présidés par Médée, la fille d'Aiétès, la grande prêtresse du temple.
Le film commence par un prologue : le fils du roi Jason est élevé par le centaure Chiron. Chiron transmet à Jason, dans un monologue d'à peine dix minutes, une vision mythologique du monde, dans laquelle toutes les choses sont animées et imprégnées de sens. Si Jason est encore un petit enfant au début de ce monologue, il apparaît déjà comme un jeune homme à la fin de celui-ci. Chiron a lui aussi changé, il n'est plus un centaure, et il parle maintenant de ce monde comme d'un monde passé qui a perdu depuis longtemps son essence mythique. Le centaure annonce finalement à Jason qu'en raison de ses origines, il a droit au trône de Pélias à Iolcos, mais qu'en échange, celui-ci exigera la Toison d'or des Colches. Jason voyage à Iolcos et défie Pélias pour le trône. Pélias dit qu'il peut avoir le royaume s'il récupère la Toison d'or en Colchide, à l'autre bout du monde. Jason donne son accord. Pendant ce temps, Médée a une vision de Jason et elle est tellement séduite par lui qu'elle demande à son frère Apsyrte de l'aider à voler la toison en prévision de son arrivée.
Ils voyagent loin dans le désert, où ils finissent par rejoindre les Argonautes qui ont marché jusqu'en Colchide. En voyant Jason, Médée a le coup de foudre pour lui et elle livre la toison à Jason et s'enfuit avec lui en compagnie d'Apsyrte. Mais ils sont pris en chasse par l'armée du roi et Médée tue Apsyrte et le découpe en morceaux qu'elle sème sur son passage, retardant ainsi les poursuivants qui s'arrêtent à chaque fois pour les récupérer, ce qui donne aux Grecs l'avance qui leur permet de s'échapper vers leurs navires. Après avoir récupéré les morceaux de son fils mort, le roi retourne en Colchide, où il fait procéder à une cérémonie funéraire pour son fils afin d'apaiser sa femme en pleurs. Pendant ce temps, Médée retourne en Grèce avec les Argonautes, où elle traverse une crise spirituelle après avoir réalisé à quel point les pratiques grecques sont complètement étrangères aux rituels de sa patrie orientale.
Jason apporte la Toison d'or à Pélias, mais celui-ci lui refuse le trône. Décidant que la toison a peu de pouvoir, Jason accepte cette décision et renonce à Iolcos. Médée est dépouillée de ses vêtements ethniques ornés et revêt des habits traditionnels d'une ménagère grecque. Jason congédie les Argonautes et, après avoir passé la nuit à faire l'amour avec Médée, il décide de se diriger vers la ville de Corinthe. À Corinthe, Jason a la vision de deux centaures, Chiron, le centaure qui l'a élevé, et une version humaine « plus récente » de Chiron. Seul le nouveau Chiron humain est autorisé à parler car le dialogue de l'ancien serait incompréhensible pour Jason. Chiron a un dialogue philosophique avec Jason et lui dit que Médée est déchirée entre son ancien moi ritualiste, celui qui accomplissait les rituels humains en Colchide, et son nouveau moi grec moins spirituel. Médée porte les deux fils de Jason, mais celui-ci s'éloigne de plus en plus d'elle. Il se lasse de Médée et décide de poursuivre un mariage politique avec une princesse corinthienne, Glaucé. Le père de Glaucé, Créon, a peur de la colère de Médée, en particulier de sa magie noire. Il la fait exiler de son pays car il a peur pour sa fille, qui n'est pas responsable de l'infidélité de Jason.
Portée par les paroles de ses servantes, qui voient en elle une sorcière capable de tout, Médée prend conscience de sa perte de contact avec les dieux et de son destin tragique, allant jusqu'à méditer la vengeance. Elle convoque Jason, avec lequel elle feint le pardon et le félicite pour son nouveau mariage. Elle dit à Jason que son seul souhait est que le roi ne bannisse pas ses deux enfants chéris, qu'elle a donnés à Jason. Jason accepte et passe le message à Créon.
Pendant ce temps, Médée demande à ses enfants d'envoyer à Glaucé une tunique imbibée d'un onguent qui brûle la peau. Quand Glaucé revêt la tunique, elle voit le reflet de Médée dans le miroir et la tunique commence à lentement la faire souffrir. Il lui est impossible d'enlever la tunique qui prend feu et accablée par la douleur, elle se précipite vers les murailles de la ville, où elle se suicide en plongeant dans le vide. Le roi la poursuit et, saisi par le désespoir, il se suicide à son tour.
Cela ne suffit pas et la fureur de Médée est maintenant incontrôlable. Après avoir tué ses enfants, elle met le feu à sa propre demeure, une maison isolée juste à l'extérieur des murs de la ville. Retenu par le feu, Jason supplie Médée de donner aux enfants une sépulture digne de ce nom. Au milieu des flammes, elle refuse : « Rien n'est plus possible désormais ».

## Fiche technique
Sauf indication contraire, les informations mentionnées dans cette section peuvent être confirmées par la base de données cinématographiques Unifrance,  présente dans la section « Liens externes ».
- Titre original italien et allemand : Medea[1],[2] ou Visioni della Medea (titre de travail)
- Titre français : Médée[3]
- Réalisation : Pier Paolo Pasolini, assisté de Sergio Citti
- Scénario : Pier Paolo Pasolini d'après la tragédie d'Euripide
- Photographie : Ennio Guarnieri
- Montage : Nino Baragli
- Musique sélectionnée par Pier Paolo Pasolini et Elsa Morante
- Décors : Dante Ferretti
- Costumes : Piero Tosi
- Production : Franco Rossellini et Marina Cicogna, Bino Cicogna, Pierre Kalfon, Georges Chappedelaine, Klaus Hellwig, Rosima Anstalt[3]
- Sociétés de production : San Marco (Rome), Les Films Number One (Paris), Janus Film und Fernsehen (Francfort-sur-le-Main)
- Sociétés de distribution : Euro International Film (Italie), Planfilm (France), France-Inter Cinéma (Belgique)
- Pays de production :  Italie •  France •  Allemagne de l'Ouest
- Langue originale : italien
- Format : couleur • 1,85:1 • son mono • 35 mm
- Genre : Péplum
- Durée : 110 minutes
- Dates de sortie :
  - Italie : 28 décembre 1969 (Milan)
  - France : 28 janvier 1970 (Paris) ; 30 janvier 1970 (sortie nationale)
  - Allemagne de l'Ouest : 17 avril 1972 (TV)
  - Belgique : 13 octobre 1972 (Gand) ; 5 décembre 1974 (Liège)

## Distribution
- Maria Callas : Médée
- Giuseppe Gentile : Jason
  - Luigi Masironi : Jason à 5 ans
  - Michelangelo Masironi : Jason à 13 ans
- Massimo Girotti : le roi Créon (Crésus)
- Laurent Terzieff : le centaure Chiron
- Margareth Clémenti : Glaucé
- Annamaria Chio : la nourrice
- Fabio Mauri : Pélias[4]
- Gérard Weiss : le second centaure
- Sergio Tramonti : Absyrte, frère de Médée
- Luigi Barbini : l'Argonaute
- Graziella Chiarcossi : la servante de Glaucé
- Maria Cumani Quasimodo (it) : Une prêtresse
- Piera Degli Esposti : Une des femmes
- Mirella Pamphili

## Analyse

### Inspiration littéraire

#### Médée et la légende des Argonautes
Le film est une adaptation libre de la tragédie Médée d'Euripide, mais qui se contente de « prélever quelques citations » (Pasolini) dans son modèle. De plus, le film utilise dans sa première moitié, de manière fragmentaire, des motifs de la légende des Argonautes, qui raconte l'histoire précédant celle de Médée ; le texte d'Euripide ne commence qu'à Corinthe. Ce sont surtout les éléments narratifs qui disparaissent, comme par exemple toutes les aventures des Argonautes. Mais des lacunes apparaissent également dans l'histoire de Jason et Médée, ce qui rend difficile la compréhension de l'action. Les personnages sont réduits au strict minimum, les nombreux héros célèbres de la légende des Argonautes, dont Héraclès et Orphée, sont réduits à une bande de jeunes aventuriers anonymes. Presque tous les autres personnages secondaires disparaissent complètement.
Pasolini focalise entièrement le film sur la rencontre entre Jason et Médée, dont la relation n'est toutefois pas racontée à proprement parler. Il utilise plutôt cette histoire comme cadre et arrière-plan pour le choc des cultures totalement opposées des deux personnages principaux :

« Médée est la confrontation de l'univers archaïque et sacerdotal avec le monde de Jason, un monde rationnel et pragmatique. Jason est le héros contemporain (la mens momentanea) qui a non seulement perdu le sens de la métaphysique, mais qui ne se pose même plus de questions de ce genre. Il est le "technicien" sans volonté, dont les aspirations servent exclusivement le succès. »

— Pier Paolo Pasolini
Cette opposition se reflète jusque dans la distribution, lorsque Pasolini place aux côtés de la grande tragédienne Maria Callas l'acteur non professionnel Giuseppe Gentile, un sportif de haut niveau et orienté vers la réussite. En 1968, Gentile a remporté la médaille de bronze  du triple saut pour l'Italie aux Jeux olympiques d'été.

#### Eliade, Frazer, Lévy-Bruhl

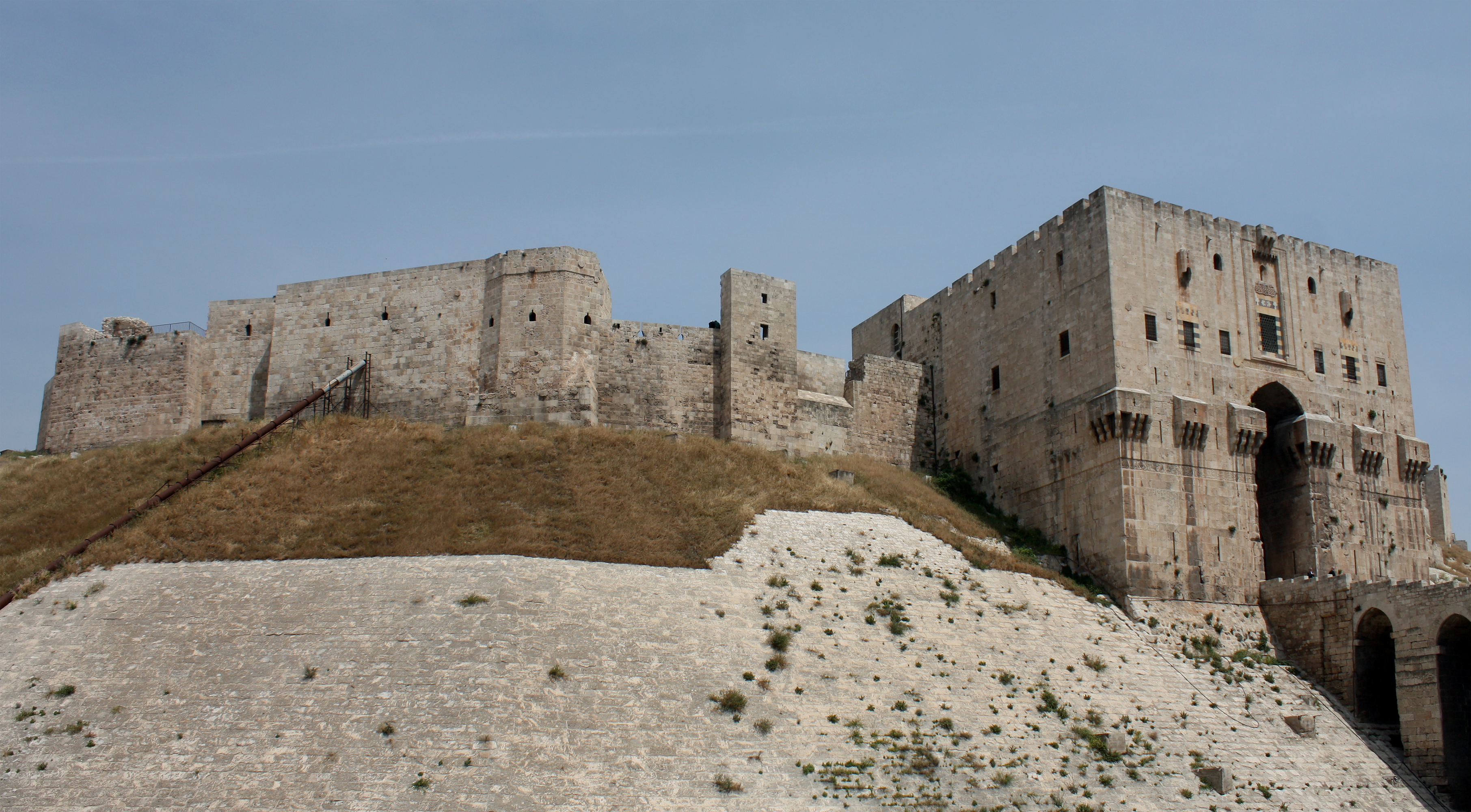
La citadelle d'Alep représente la Corinthe de Pasolini.

Pasolini a toujours souligné dans les interviews que le fondement du film ne se trouvait pas en premier lieu dans le mythe de Médée, mais surtout dans les textes théoriques de Mircea Eliade, James Frazer et Lucien Lévy-Bruhl sur l'histoire des religions, l'ethnologie et l'anthropologie. La critique cinématographique n'en a soit pas tenu compte, soit elle ne l'a considéré que comme une vague inspiration intellectuelle générale, soit elle n'en a vu traces que dans la séquence en Colchide via son caractère ethnographique. Des analyses scientifiques ultérieures montrent cependant une influence beaucoup plus profonde de ces textes, jusque dans les détails de la mise en scène et du décor.
Les trois théoriciens mentionnés s'intéressent, bien qu'avec des moyens et des résultats différents, aux questions du mythe et de la religion. Il s'agit notamment de savoir s'il existe une pensée mythique dans laquelle la logique, la scission sujet-objet (de), la cohérence du temps et de l'espace ainsi que la causalité ne jouent qu'un rôle secondaire. En outre, il s'agit d'examiner quel pourrait être le rapport entre cette pensée mythique et la pensée logique : s'agit-il de deux modes de connaissance humaine totalement indépendants, le modèle de pensée mythique est-il une préfiguration de la pensée logique ou s'agit-il de deux variantes d'égale importance, dont le degré de développement varie simplement selon les sociétés ? Pasolini prend position avec les mots du centaure : « le sacré se maintient à côté du nouveau profane. Même si la logique du sacré est si différente de celle de notre monde que nous ne pouvons plus la comprendre, rien ne l'empêchera d'éveiller en toi des sentiments, des sentiments au-delà de tes réflexions et de tes interprétations ».
Eliade, dont l'œuvre Le Sacré et le profane (1957) est explicitement mentionnée dans le premier scénario (de travail), déplorait dans ses travaux, comme Pasolini, la perte d'importance du mythe (et de la religion) dans la société moderne. C'est à lui que Pasolini a emprunté le concept qui fait un parallèle entre d'un côté les opposés sacré/profane et chaos/ordre et de l'autre côté les sociétés (antiques) archaïques/moderne. Les sociétés sacrées et primitives se caractérisent par des rituels périodiques qui fondent et stabilisent leur ordre intérieur et les mettent en relation étroite avec le monde (le cosmos) par le biais du mythe. En revanche, le principe des sociétés modernes est le progrès linéaire, qui s'éloigne de plus en plus du sacré.

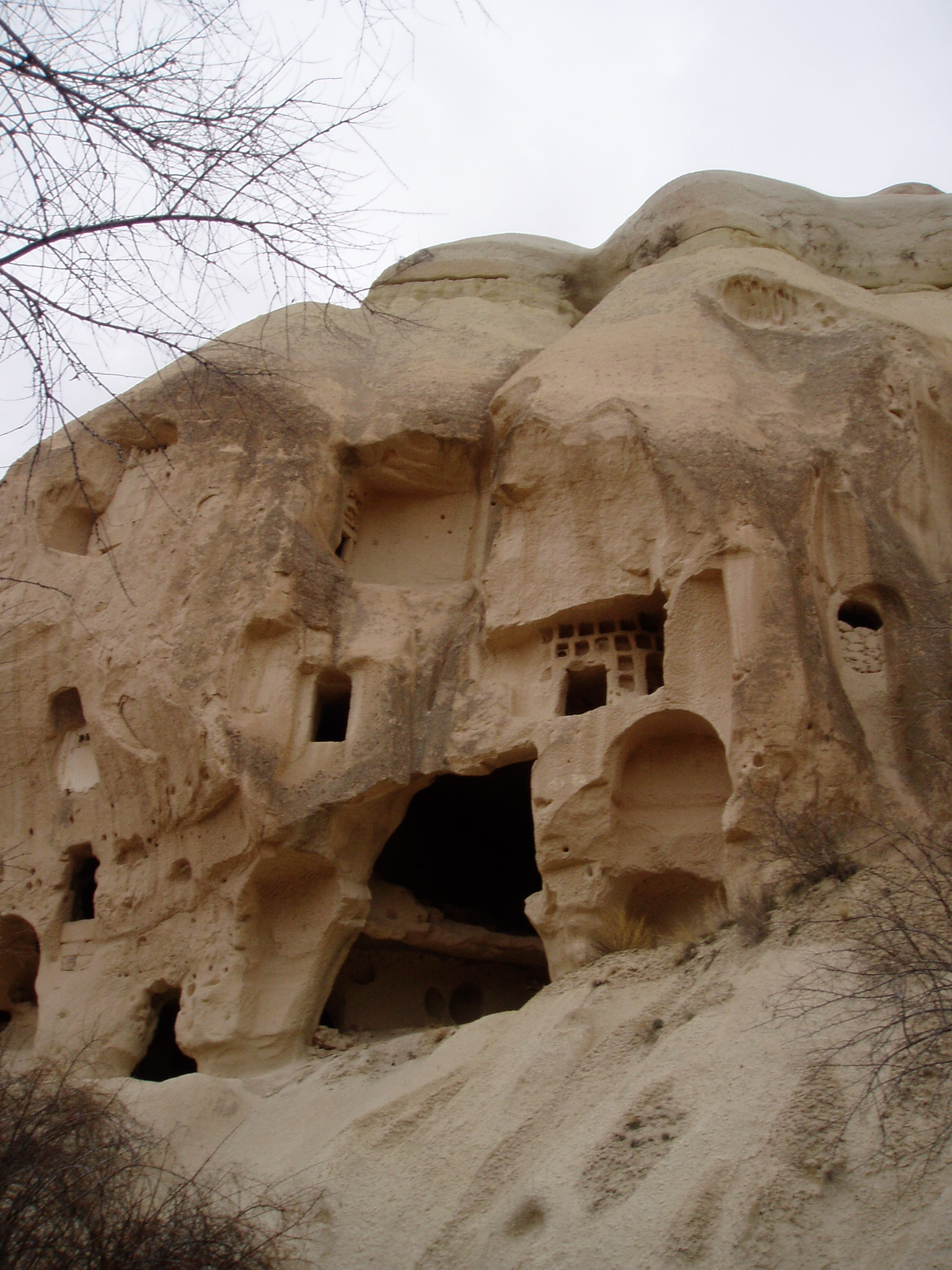
Architecture rupestre en Cappadoce.

Cette opposition entre un principe circulaire et un principe linéaire, entre le cercle et la ligne, détermine de larges pans de la conception visuelle de Médée. Pasolini a déplacé le monde des Colches de la mer Noire vers le paysage organique de Cappadoce avec son architecture de grottes rondes intégrées dans la nature. Il les a dotés de nombreux objets de culte circulaires comme des roues solaires et il a montré en détail leurs rituels récurrents. Il y a opposé le monde linéaire et ciblé des Grecs : lorsqu'ils atteignent le monde des Colches, les Argonautes s'installent sur la plage en une longue file avant de faire irruption sans ménagement dans ce monde pour atteindre leur objectif, le vol de la Toison d'or. Dans le film, le monde des Grecs est l'architecture strictement géométrique et rationnelle de la citadelle d'Alep et du quartier de la cathédrale de Pise, dans lesquels ont été tournées les scènes se déroulant à Corinthe. Lorsque Médée s'enfuit avec les Grecs, elle déplore à son arrivée en Grèce, l'absence de centre, une perte qui lui fait perdre l'accès à son monde mythique.
L'œuvre principale de Frazer, Le Rameau d'or (1890), est consacré à l'étude comparative des représentations et des rites religieux dans l'Antiquité et les sociétés pré-modernes. Pasolini y a trouvé le matériel à partir duquel il a composé les coutumes et rites fictifs des Colches. Il est probable que les sacrifices humains des rites de fertilité des Khonds aient inspiré les rites des Colches. Les Khonds sont une tribu indigène de l'État d'Orissa, dans l'est de l'Inde. On retrouve dans leurs rites sacrificiels de nombreux traits qui caractérisent également le rituel de Médée : la désignation d'une victime parmi la communauté et sa vénération dont elle fait l'objet, la cérémonie sacrificielle à laquelle participe toute la tribu et dont personne ne devait être exclu, la paralysie de la victime par des drogues (seulement suggérée dans le film), sa peinture rituelle avant le sacrifice, l'attachement à un poteau, le démembrement du corps et la dispersion et l'enterrement des membres du corps dans les champs par les membres de la tribu.

### La vision philosophique de Pasolini
La vision philosophique de Pasolini s'est nourrie des expériences et des connaissances qu'il a acquises en tant que jeune homme dans les années 1940 et au début des années 1950 dans le monde paysan du Frioul ainsi que dans celui du sous-prolétariat des banlieues romaines. Il comparait les systèmes de valeurs et traditions culturelles de ces communautés avec le nihilisme hédoniste de la petite bourgeoisie, dominante socialement et politiquement, à laquelle il appartenait lui-même ; il y associait l'utopie d'un nouveau départ social après le fascisme. L'essor économique de l'Italie dans les années 1960 a cependant réduit cette utopie à néant, le monde prospère de la consommation a assimilé et intégré sans résistance ces mondes opposés et, notamment grâce aux médias de masse, a éliminé au profit de la bourgeoisie les différences culturelles sur lesquelles se fondait le projet utopique de Pasolini.

### Pasolini et le tiers-monde
Dans Médée, Pasolini transpose à la fois au monde des mythes antiques et à l'histoire contemporaine le thème central de perte des traditions et des valeurs mythiques et sacrées dans un présent de plus en plus rationnel, matérialiste et orienté vers la consommation :

« Si vous voulez, cela pourrait tout aussi bien être l'histoire d'un peuple du tiers-monde, d'un peuple africain, qui vit la même catastrophe, car il entre en contact avec la civilisation matérialiste occidentale. »

— Pier Paolo Pasolini
Pasolini s'était de plus en plus intéressé au tiers-monde dans les années 60. Dès 1961 il avait voyagé en Inde avec Elsa Morante et Alberto Moravia ; de nombreux voyages en Afrique suivirent. En 1967/68, il réalise le court-métrage documentaire Notes pour un film sur l'Inde. Juste avant d'entreprendre le projet Médée, il tourne en Ouganda et en Tanzanie Carnet de notes pour une Orestie africaine, à nouveau avec pour toile de fond un mythe grec, l'Orestie d'Eschyle (458 av. J.-C.).
Après l'échec prévisible de son utopie en Italie et dans les nations industrielles occidentales, Pasolini a cherché des alliés dans les nouveaux États-nations africains avec leurs cultures préindustrielles marquées par la religion ; des exemples de développements culturellement autonomes et indépendants du capitalisme pour les sociétés modernes. Mais cet espoir fut lui aussi de plus en plus déçu, il lui restait à « constater en protestant la destruction des cultures du tiers-monde par les pays industrialisés au nom du progrès, de la croissance et de la liberté, et à postuler de manière empathique le droit à la résistance - ne serait-ce que celui à l'autodestruction, comme le fait Médée dans son désespoir ».

### Mise en scène

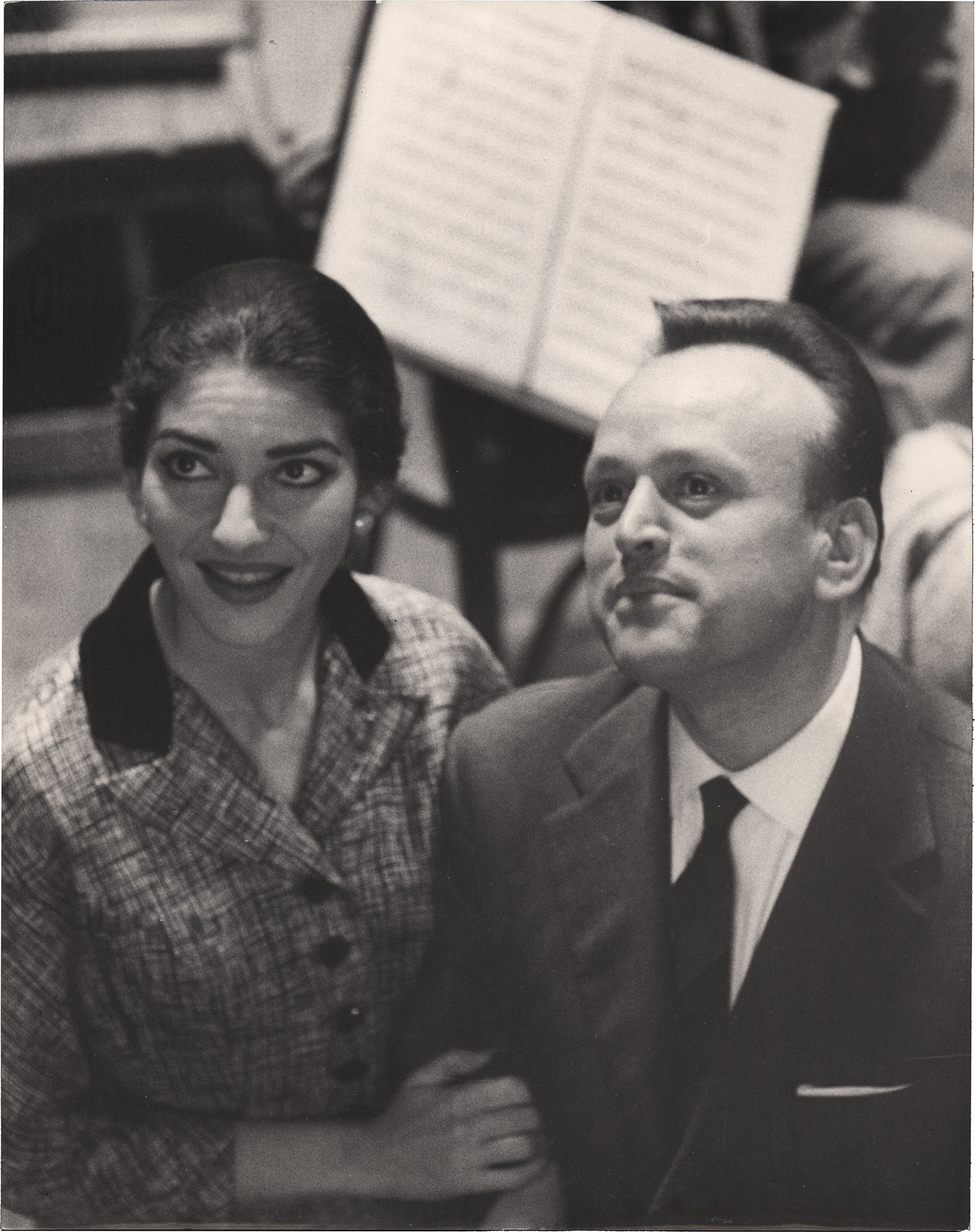
La Callas et le ténor Mirto Picci à Milan en 1957, qui ont fait sensation en interprétant en duo l'opéra Médée de Luigi Cherubini.

Médée est un film difficile à appréhender, qui déjoue en presque tous points les attentes conventionnelles du public. Cela commence avec la décision de confier le rôle de Médée à Maria Callas ; une décision pour laquelle des raisons commerciales ont certainement joué un rôle en plus des raisons artistiques, La Callas ayant été proposée à Pasolini par son producteur Franco Rossellini. Maria Callas était encore une grande vedette en 1969 et elle avait déjà fait sensation en tant que Médée dans l'opéra du même nom de Luigi Cherubini. Jusqu'alors, elle avait cependant décliné toutes les offres de films, car elle « ne croyait pas à la possibilité d'adapter le théâtre au cinéma » (Callas).
Mais Pasolini n'avait pas non plus l'intention de filmer un opéra ; il ne fait pas chanter une seule note à la Callas dans son premier et unique rôle au cinéma ; il ne lui fait dire que quelques lignes de dialogues ; il la met en scène, elle qui est célèbre pour sa présence expressive sur scène, pendant une grande partie du film à l'encontre de son image, de manière statuaire, austère, en retrait. « Je suis très au courant de ses capacités professionnelles, mais elles ne m'intéressent guère », a-t-il déclaré dans une interview, « ce sont les traits individuels de la Callas à partir desquels je peux façonner Médée. [...] Voici une femme qui, d'une certaine manière, peut être considérée comme la plus moderne de toutes les femmes ; mais en elle vit une femme des temps anciens - étrange, mystérieuse, magique, avec de terribles conflits intérieurs ». (Pasolini). Pasolini a découvert des parallèles dans la vie de la Callas, il a vu en elle une Médée moderne : elle était issue d'un milieu social modeste et avait rejoint un autre monde, étranger, celui des vedettes et de la grande bourgeoisie - et elle aussi traversait une grave crise après la douloureuse séparation d'avec Aristote Onassis, qui venait d'être consommée en 1968.
Le film se refuse également à la dramaturgie : au lieu d'une intrigue continue, Pasolini aligne les motifs des deux sagas, certes de manière chronologique, mais avec de grandes omissions. Avec la vision de la vengeance de Médée, il rompt également le déroulement linéaire et propose une deuxième version de la mort de Glaucé et de son père, traitée de manière tout à fait équivalente sur le plan cinématographique. De plus, l'absence de définition d'un genre cinématographique est irritante : le film alterne entre fable, reportage ethnographique et mélodrame, un mélo qui raconte la relation de Médée et Jason avec une retenue et une émotion inhabituelles.
La représentation inattendue et détaillée d'un sacrifice humain des Colches, dont le style ethnographique et documentaire contribue à un fort effet immédiat de la représentation de la violence, est également inhabituelle. Pasolini avait d'abord prévu plusieurs rituels, mais les avait en partie déjà raccourcis lors de la discussion intensive sur le contenu avec Rossellini, et en partie seulement retirés du film au moment du montage.
Le son contribue également à l'irritation, Pasolini utilise une musique très étrange pour les oreilles occidentales : de la musique sacrée japonaise et des chansons d'amour perses, dont l'asynchronisme évident et le détournement partiel installent une ambiance tout à fait particulière au film. De plus, Pasolini n'utilise pas non plus de son original pour Médée, mais fait doubler entièrement le film dès la version originale, afin de contrer le « naturel » et de pouvoir contrôler les voix de manière artistique.

#### Lecinéma de poésie
Enfin, la critique n'a cessé de reprocher au film de nombreuses fautes techniques de mise en scène, notamment dans le cadrage, les raccords, le montage (« il a encore découpé son film comme un analphabète du cinéma »), mais aussi dans les décors (« des anachronismes gros comme des maisons et des repas de patates »). La compétence technique de l'équipe ne fait cependant aucun doute : « [Pasolini] avait la meilleure équipe technique disponible à l'époque » (Laurent Terzieff), l'équipe a en effet géré les raccords de manière virtuose : lorsque Médée se précipite de sa maison au palais royal à Corinthe, elle traverse en fait quatre lieux de tournage très éloignés les uns des autres dans les quelques secondes de cette séquence qui semble totalement homogène, des mois s'étant parfois écoulés entre les prises. Par exemple, le tournage en intérieur dans la maison de Médée est filmé aux studios de Cinecittá, puis en extérieur à Anzio près de Rome ; le mur extérieur de Corinthe est filmé à Alep en Syrie, le quartier intérieur du palais à Pise.

« J'essaie de trouver un langage qui mette en crise l'homme moyen ou le spectateur moyen dans son rapport au langage des mass media. [... Il] le fait précisément parce que je considère la tyrannie des mass media comme une forme de dictature à laquelle je ne suis pas prêt à faire les moindres concessions »

— Pier Paolo Pasolini
Dans son essai Le cinéma de poésie, Pasolini a développé dès 1965 sa propre théorie pour un langage cinématographique moderne. Elle repose sur l'hypothèse que les images, en tant que base d'un langage cinématographique, ne sont pas objectivables, contrairement à la langue littéraire qui s'est développée au fil du temps, et ne peuvent donc pas être saisies dans un dictionnaire. Au contraire, elles restent par essence toujours subjectives et concrètes, elles ne deviennent jamais abstraites. De même que dans la poésie, l'utilisation subjective de la langue, soumise à ses propres critères formels, reste toujours reconnaissable en tant que moyen artistique, cette subjectivité doit également être thématisée de manière ciblée dans le film ; il ne s'agit donc pas, comme dans le cinéma narratif traditionnel, de parvenir à ce que le spectateur oublie la caméra, mais au contraire de rendre la caméra perceptible comme outil artistique et poétique du style. Les caractéristiques perçues comme des défauts dans le film traditionnel, comme « les flashs apparemment aléatoires du contre-jour sur la pellicule, les mouvements de la caméra à l'épaule, les travellings étendus, les montages délibérément contrefaits, les raccords irritants, l'arrêt interminable sur une seule et même image, etc. etc. » (Pasolini) deviennent le moyen stylistique d'une « tradition technico-stylistique récente ». (Pasolini)
Dans Médée, la réflexion théorique sur les possibilités d'un langage cinématographique moderne s'associe au rejet d'une culture de masse qui uniformise la société et dont Pasolini tente de se soustraire par l'intransigeance de sa mise en scène.

« L’histoire italienne des années 50 est très différente de celle des années 60. Pendant les années 50, je croyais faire des films comme des œuvres que Gramsci appelait "nationales populaires". Je croyais que le destinataire de mes films était le peuple comme classe sociale complètement différenciée de la bourgeoisie. Maintenant dans l'Italie moderne, ce n'est plus la vérité : le peuple n'existe pas. Il y a la culture de masse qui comprend bourgeoisie et peuple. Alors le destinataire ne peut plus être le peuple, les ouvriers, les hommes simples, c'est la masse. En réaction à la culture de masse je fais des films plus difficiles, inconsommables. »

— Pier Paolo Pasolini

## Production
Médée est tourné entre mai et août 1969 dans les studios de Cinecittà et en extérieur en Turquie (Cappadoce), en Syrie (Alep et ses environs) et en Italie (Laguna di Grado ; Lido Marechiaro, Anzio ; Piazza dei Miracoli, Pise ; Chia près de Viterbe). Le tournage est éprouvant pour La Callas ; elle se trouve mal après une journée exténuante d'allers et retours dans la boue et sous le soleil. Pier Paolo Pasolini a réalisé et écrit le scénario, Ennio Guarnieri s'est occupé de la photographie, Nino Baragli du montage et Pasolini et Elsa Morante ont choisi la musique. Le film a été produit par Franco Rossellini et Marina Cicogna pour les sociétés San Marco (Rome), Les Films Number One (Paris) et Janus Film und Fernsehen (Francfort-sur-le-Main).
La maison du centaure Chiron (Laurent Terzieff), l'alter ego du réalisateur dans le film, a été tournée sur la minuscule île de Safon dans la lagune de Grado (45° 43′ 07″ N, 13° 15′ 57″ E). Pasolini avait découvert l'île en naviguant avec un ami de longue date, le peintre Giuseppe Zigaina. Il loua l'île et y passa lui-même quelques semaines d'été dans son univers « archaïque et mythique ».

## Exploitation

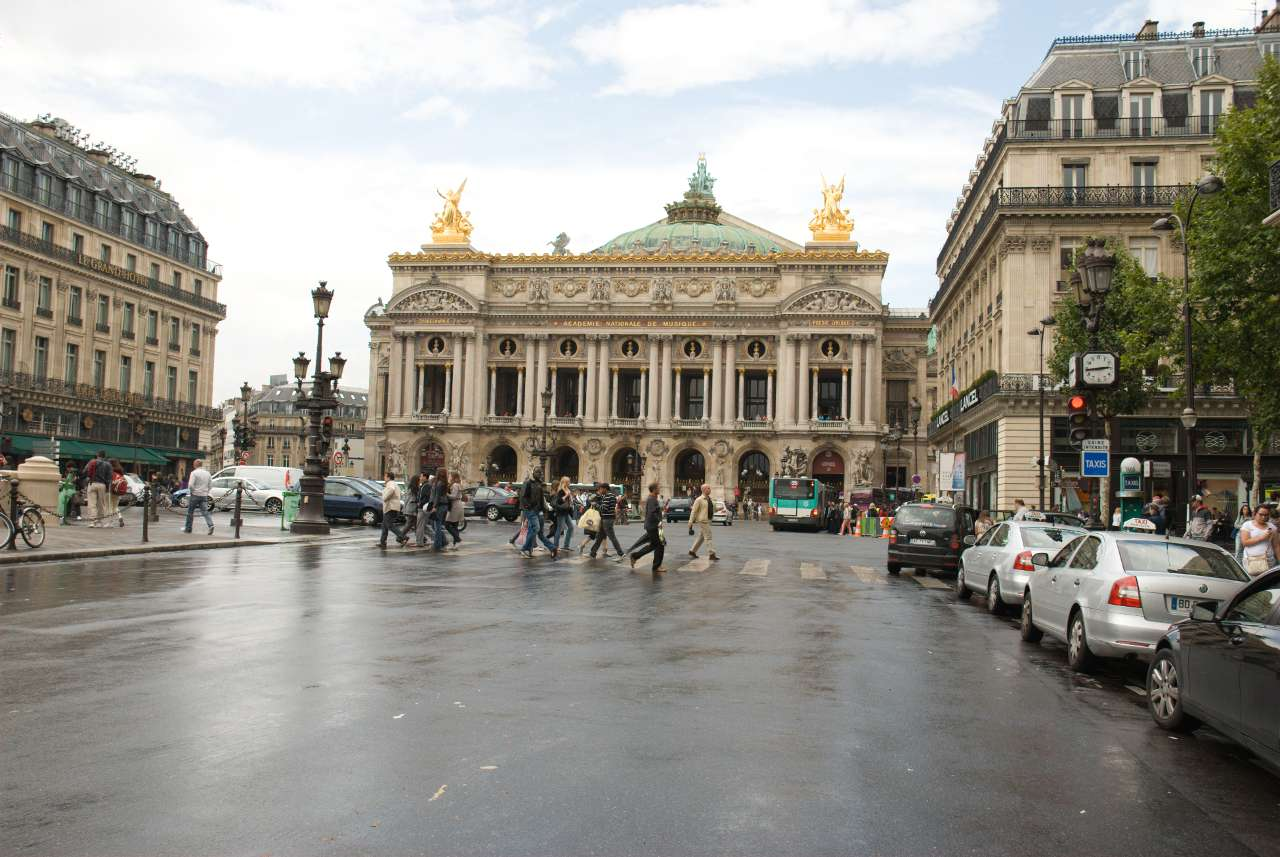
La première française a eu lieu lors d'un gala à l'Opéra de Paris en présence de Claude Pompidou.

La première mondiale du film a eu lieu le 27 décembre 1969 à Milan. Un mois plus tard, le 28 janvier 1970 il fut présenté au public international lors d'un gala à l'Opéra de Paris. Le gala était un événement mondain et se déroula en présence de Claude Pompidou, l'épouse du président français, de plusieurs ambassadeurs et de nombreuses personnalités du monde culturel et social. Les réactions au film furent toutefois modérées : « [on] applaudit poliment et on se rendit au dîner »,. La sortie nationale française a lieu le 30 janvier 1970. D'autres premières suivirent au Japon (1970), aux Etats-Unis (1971) et en Finlande (1972). En République fédérale allemande, le film a été montré pour la première fois à la télévision le 17 avril 1972 (ARD, 22:50) ; ce n'est qu'en octobre 1979, avec presque dix ans de retard, qu'il est sorti en salles.
Médée est le film de Pasolini qui a bénéficié du plus gros budget, mais il a été un fiasco commercial. Au cours de ses cinq premières années d'exploitation, le film n'a réuni en Italie qu'à peine 90 000 spectateurs, totalisant 30 millions de lires et ne se plaçant pas parmi les 100 premiers films du box-office Italie 1969-1970. En comparaison, son film le plus populaire jusque là, Théorème (1968), avait enregistré 2,9 millions d'entrées et rapporté 915 millions de lires en se plaçant 37e du box-office Italie 1968-1969. Même son premier film, Accattone (1961), avait réuni 2,3 millions de spectateurs, rapportant 390 millions de lires et se plaçant 84e du box-office Italie 1961-1962.

### Accueil critique
En Italie, Morando Morandini donne au film 3/5 et estime que « c'est le quatrième et dernier film tragique et mythique de Pasolini, "un mélange un peu monstrueux de conte philosophique et d'intrigue amoureuse" (Pasolini) et l'occasion d'aborder le thème du passage de l'ancien monde religieux/métaphysique au nouveau monde laïc/pragmatique. Une métaphore sur le tiers-monde confiée à la tragique (et insatisfaisante) disponibilité de la Callas. L'éclectisme figuratif et le goût du syncrétisme de Pasolini révèlent ici leurs limites : c'est peut-être le plus maniériste, le plus déséquilibré, le plus rigide de ses films et certainement le plus idéologique ». D'après Sebastiano Lombardo dans Specchioscuro du 24 juin 2015, « En fin de compte, c'est avec Médée que Pasolini s'éloigne le plus de la pointe avancée de la société néolibérale, après qu'il l'ait déjà pulvérisée de l'intérieur dans Théorème (1968). La conséquence directe de cette urgence est l'adoption par l'auteur d'un procédé avant tout rhétorique, grâce auquel la restauration du mythe, dans l'art comme dans la vie, devient techniquement possible ». Selon  Massimiliano Schiavoni dans la revue Quinlan du 21 mars 2022, « Dans une fuite du présent capable d'interprétations puissantes du futur morose à venir, Pasolini semble fusionner l'Absolu et le Contingent, le Mythe et l'Histoire jusque dans le choix de ses interprètes : Maria Callas, une figure devenue Mythe grâce à sa voix, et Giuseppe Gentile, un représentant de la gloire historique obtenue dans les compétitions d'athlétisme aux Jeux Olympiques de Mexico en 1968, tous deux à leur première et unique expérience cinématographique. Insérées dans une opération de synthèse expressive profonde, leurs figures deviennent fonctionnelles à une idée du cinéma qui semble faire allusion aux processus de condensation du cinéma muet. Ce n'est pas un hasard si Carlo Lizzani se réfère aux icônes russes pour le goût figuratif des gros plans et des plans frontaux fréquemment adoptés par Pasolini. L'icône est à son tour une trace et une apparence symbolique d'un Divin ancien ».
En France, Vincent Ostria écrit dans L'Humanité, « Rarement le cinéma mythologique a donné un tel sentiment de vérité. Dans cet univers cruel, les sacrifices humains font frémir, et les costumes, les musiques traditionnelles médusent par leur beauté fruste ». Pour Thomas Sotinel dans Le Monde, « (...) à chaque plan, on perçoit de manière presque physique la somme de pensée et de réflexion qui affleure à la surface des images. Et, pourtant, ce qui donne forme à cette méditation sur la fin de l'âge magique, sur l'apprentissage de la réalité de la marchandise et de la raison est aux antipodes du didactisme et relève de la poésie pure ». D'après Olivier Père, « Comme Œdipe roi et l’épisode du désert de Porcherie, Pasolini relit dans Médée le mythe, en le plongeant dans un passé anhistorique et barbare qu’il fait crouler sous les somptueux ornements folkloriques, musicaux et vestimentaires des civilisations anciennes d’Afrique et d’Orient. Pasolini invente un cinéma de poésie qui fuit la médiocrité prosaïque de l’Italie moderne et de la société matérialiste. C’est un cinéma à la fois magique et dialectique du retour aux sources de l’art, du mythe, de l’homme, des racines culturelles et intimes. Grâce à un détour par le tiers-monde, Pasolini s’approprie la tragédie de Médée, comme précédemment l’histoire d’Œdipe ou la vie du Christ, pour évoquer son rapport à sa mère, au peuple ou au sacré ».
En Allemagne de l'Ouest, le Lexikon des internationalen Films écrit « L'histoire de Médée, empruntée à la légende antique, qui exerce une terrible vengeance en tant qu'épouse répudiée, est interprétée comme une tragédie de l'homme entre une culture barbare et sacrée et une culture civilisée et rationaliste. La stylisation esthétique des grandes passions et de la cruauté présuppose une certaine familiarité avec le contexte mythologique et la vision du monde poétique et philosophique de Pasolini. À voir ». Tandis que pour Peter H. Schröder dans Die Welt du 21 février 1970, « Le film pourrait servir à une étude approfondie de ce que le langage des images est capable d'accomplir esthétiquement dans le cinéma moderne. [...] Médée est un film important que l'on espère ne pas retrouver seulement dans quelques festivals ». Selon Dieter E. Zimmer dans Die Zeit du 12 octobre 1979, « Qu'est-ce qui a bien pu pousser Pasolini à s'emparer de la matière de Médée, à supprimer les aventures colorées de la légende, à ne pas la raconter à proprement parler, mais à la laisser deviner ? [...] Nous voyons des visages étrangers, des paysages étrangers, des coutumes étrangères, organisés dans un processus de pensée difficilement compréhensible - une ethnologie fantastique ». Selon Gehrard R. Koch dans le Frankfurter Allgemeine Zeitung du 19 octobre 1979, « Cette sorte de prise de parti pour le mythe et la pré-civilisation détermine également [...] la structure et la qualité cinématographiques de Médée. C'est un film sauvage, violent, riche en contradictions, discordant et irréconciliable, devant lequel les questions conventionnelles de réussite ou d'échec esthétique paraissent tout à fait inappropriées ».
Aux États-Unis, Variety du 11 mars 1970 indique : « Peut-être Jason et ses hommes sont-ils des coupables d'aujourd'hui et Médée leur victime - mais il est trop difficile d'aller au cœur de cette version impressionnante et pourtant trop souvent fiévreuse d'une tragédie antique. La Syrie, la Turquie et l'Italie offrent un décor grandiose et exotique, mais il manque la vie et les implacables sous-entendus tragiques dont on aurait besoin pour faire ressortir les nombreux symboles, les questions de nature, [...] les motivations fondamentales de l'amour et de la religion et leurs aspects politiques ». Pour Vincent Canby dans le The New York Times du 29 octobre 1971, « Médée est inégal, mais j'admire le courage téméraire de sa conception, même lorsqu'elle tourne mal. Quand elle est juste, comme dans le prologue poétique et drôle, livré par le centaure, et dans son évocation sinistre du monde de Médée, qui est (selon Pasolini) notre monde subconscient, elle est superbe ».